# Norton Museum of Art
Ne doit pas être confondu avec Norton Simon Museum.
Le Norton Museum of Art est un musée d'art à West Palm Beach, en Floride, aux États-Unis. Fondé en 1941 par Ralph Hubbard Norton et son épouse Elizabeth Calhoun Norton, il est abrité dans un bâtiment dessiné par Marion Sims Wyeth, et agrandi par Norman Foster dans les années 2010. Ses collections comprennent plus de 8 200 œuvres.

## Collections

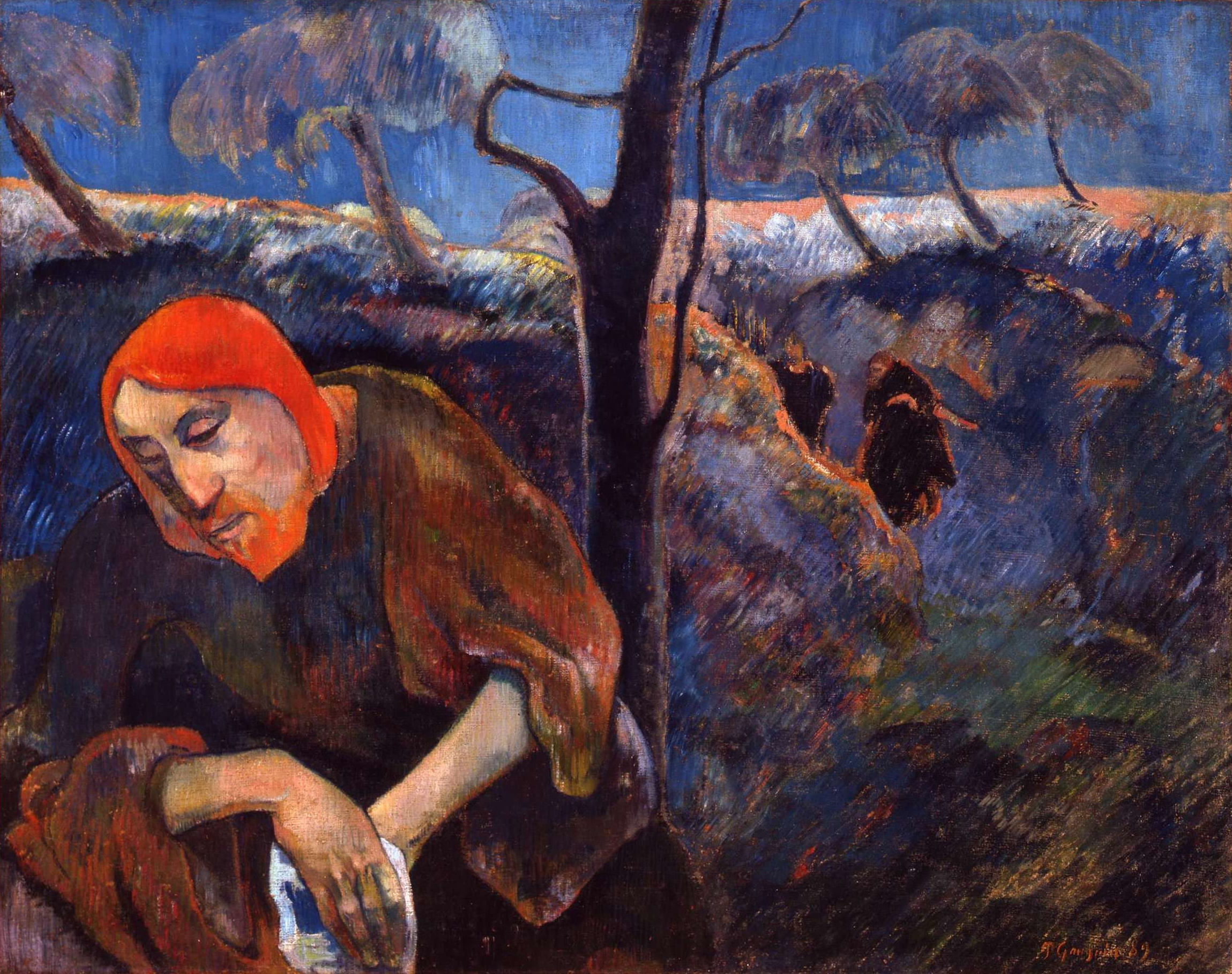
Le Christ au Jardin des Oliviers, par Paul Cézanne (1889).

- Pierre Bonnard
- Constantin Brâncuși
- Georges Braque
- Alexander Calder
- Paul Cézanne
- Marc Chagall
- Joos van Cleve
- Gustave Courbet
- Lucas Cranach l'Ancien
- Giorgio De Chirico
- Edgar Degas
- Charles Demuth
- Antoine van Dyck
- Paul Gauguin
- Childe Hassam
- Edward Hopper
- Paul Klee
- Fernand Léger
- Lorenzo Lotto
- Henri Matisse
- Joan Miró
- Claude Monet
- Henry Moore
- Georgia O'Keeffe
- Pablo Picasso
- Camille Pissarro
- Jackson Pollock
- Man Ray
- Joshua Reynolds
- Pierre Paul Rubens
- John Singer Sargent
- Chaïm Soutine
- Suzanne Valadon
- Claude Joseph Vernet